# Union Offices

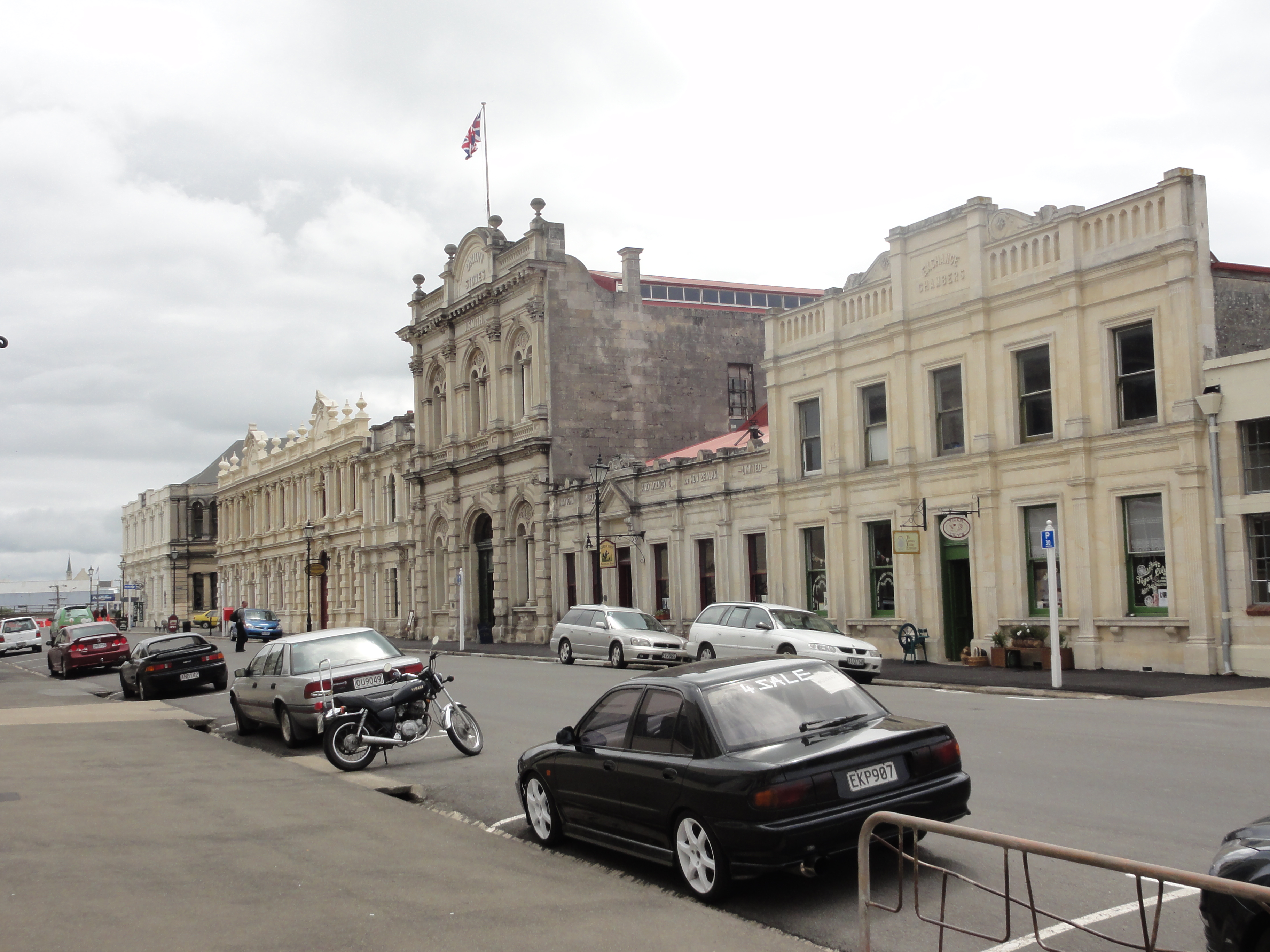
Tyne Street 1-13, die Union Offices sind das schmale Haus links neben dem hohen Gebäude in der Bildmitte

Die Union Offices sind ein historisches Bauwerk in der Tyne Street 7 im viktorianischen Stadtkern der neuseeländischen Stadt Oamaru in der Region Otago.
Es wurde 1877 nach Entwürfen der Architekten Brindley und Stewarts im historischen Stadtkern Oamarus für Wm. Aitken als Bürogebäude gebaut. Die Steinarbeiten aus Oamaru Stone wurden von Barclay und Kay, die Zimmermannsarbeiten von John Bain ausgeführt. Das in der Tyne Street zweistöckige Haus ist in den hinteren zwei Dritteln einstöckig und grenzt an die Harbour Street. Der vordere Teil enthielt ursprünglich zwei Büros im Unter- und drei im Obergeschoss. Erste Mieter waren die Architekten selbst.
1989 kam das Bauwerk in das Eigentum des Oamaru Whitestone Civic Trust, einer Organisation, die sich dem Erhalt und der wirtschaftlichen Nutzung des viktorianischen Erbes von Oamaru widmet. Diese restaurierten es 2001.
Am 2. Juli 1982 wurde das Gebäude vom New Zealand Historic Places Trust unter der Nummer 2307 als Denkmal der Kategorie 2 (Historic Place Category II) eingestuft.
Das Bauwerk ist Teil des ebenfalls unter Schutz stehenden Ensembles Harbour/Tyne Street Historic Area. Die Nachbargebäude Smith’s Grain Store und Criterion Hotel stehen ebenfalls als Baudenkmal unter Schutz.